# Rubinfleck-Waldsänger
Der Rubinfleck-Waldsänger (Leiothlypis ruficapilla) ist ein kleiner insektenfressender Vogel in der Familie der Waldsänger (Parulidae).

## Merkmale

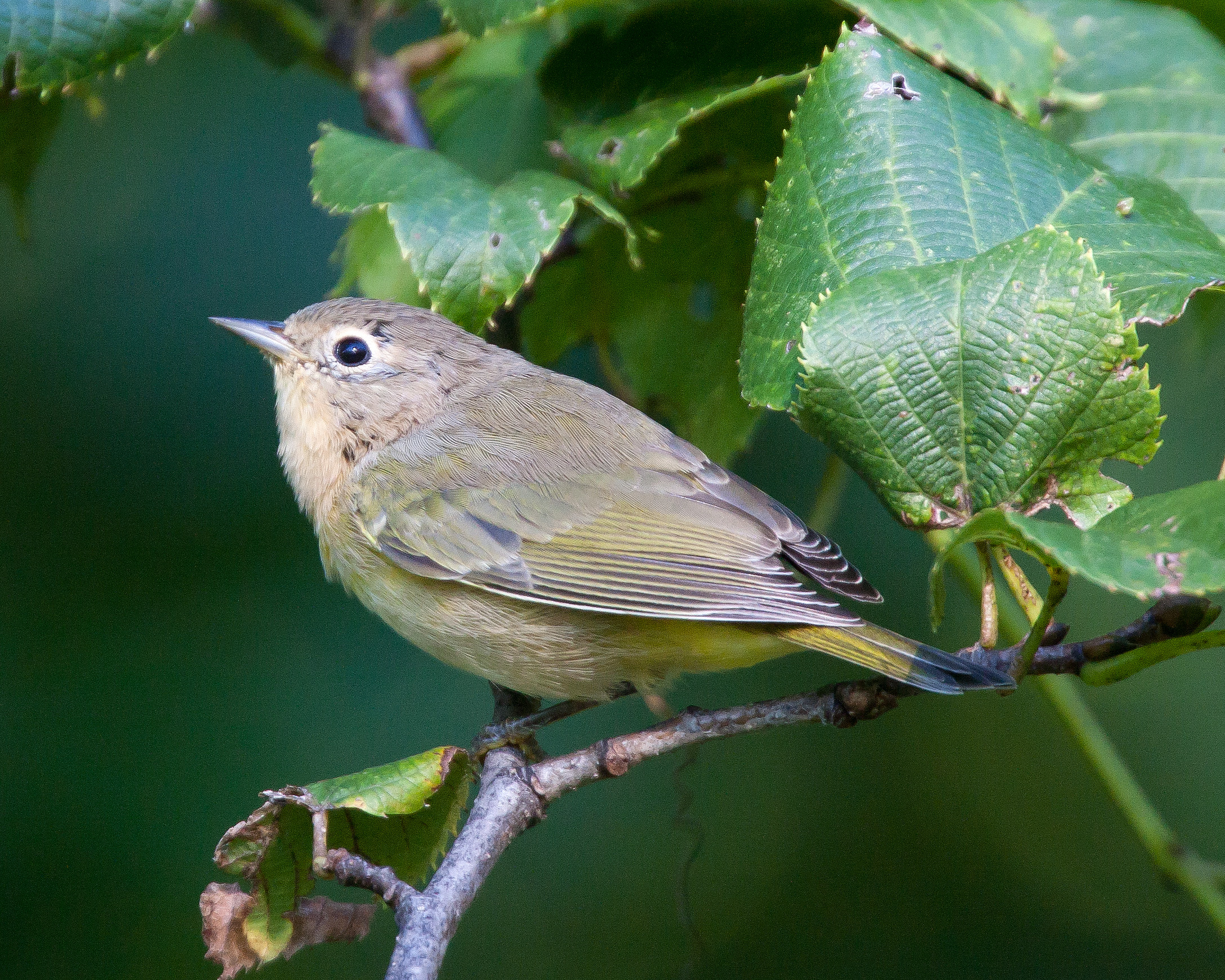
Weiblicher Rubinfleck-Waldsänger

Rubinfleck-Waldsänger haben oberseits ein olivgrünes bis olivbraunes Federkleid, auf der Unterseite ein weißgelbes mit einem gelben Bauch-, Brustgefieder und einer gelben Kehle. Um die schwarzen Augen befindet sich ein weißer Ring. Bei dem Männchen ist der Kopf grau und es hat einen rostfarbenen bis fahlroten Kronfleck auf dem Kopf, der jedoch in das Kopfgefieder so eingebettet ist, dass er häufig nicht sichtbar ist. Das Weibchen und die Jungvögel besitzen ein stumpferes graues Federkleid am Kopf. Ihre Beine sind schwarz.

## Ernährung
Sie ernähren sich überwiegend von Insekten, die sie in den unteren Regionen der Bäume und Sträucher aufstöbern. Außerhalb der Brutzeit erweitern sie ihren Speiseplan um Beeren und Sämereien.

## Fortpflanzung
Ihre nach oben geöffneten schalenförmigen Nester legen die Weibchen gut versteckt im Dickicht unter Sträuchern oder in der hohen Vegetation an. In das Nest legt das Weibchen vier bis fünf braun gefleckte weiße Eier, die es nach etwa elf bis zwölf Tagen ausbrütet. Während der Brutzeit wird das Weibchen von dem Männchen mit Futter versorgt. An der Aufzucht der Jungvögel beteiligen sich beide Elterntiere.

## Vorkommen

Verbreitungsgebiet des Rubinfleck-Waldsängers:
Brutgebiete
Überwinterungsgebiete

Rubinfleck-Waldsänger brüten unter anderem in gemischten Laubwäldern oder bei Sümpfen im Nordwesten und Westen von Nordamerika, wie Kanada. Im Winter ziehen sie in den Süden von Texas, Mexiko und Zentralamerika.

## Unterarten
Es sind zwei Unterarten bekannt:
- Leiothlypis ruficapilla ridgwayi (van Rossem, 1929)[2] – Diese Unterart kommt im Südwesten Kanadas und dem Westen der USA vor
- Leiothlypis ruficapilla ruficapilla (Wilson, A, 1811)[3] – Die Nominatform kommt im Süden  und Südosten von Kanada und dem Nordosten der USA vor.